# Turski čaj
Turski čaj (tur. çay, türk çayı) je vrsta čaja koja je popularna uglavnom u Turskoj i okolnim zemljama, te Bosni i Hercegovini, Albaniji i na Kosovu i Metohiji.

## Uvod
Turski čaj je crni čaj koji se konzumira bez mlijeka, proizvodi se na istočnoj obali Crnog mora, gdje je klima blaga sa mnogo padavina, a tlo plodno. Turski čaj se tipično pravi koristeći dvije posude (jedna na drugoj), zvane čajdanluci (tur. çaydanlık), specijalno dizajnirane za pripremu čaja. Voda se pristavlja u donju, širu posudu gdje se kuha, a kasnije se dio vode koristi za sipanje u manju gornju posudu, te se ubacuje samljevena masa lišća čaja, što proizvodi veoma jak čaj. Kada se servira, ostatak vode iz donje posude se sipa prema individualnoj bazi, dajući svakom izbor od blagog (tur. açık), srednjeg (tur. tavşan kanı - bukvalno "zečija krv"), do jakog napitka (tur. koyu - bukvalno "taman" ili "mračan"). Čaj se pije obično sa kockama šećera (tur. kesme şeker) iz malih čaša oblika tulipana, koje se stavljaju u mali tanjir, "da se konzument ne bi opržio", jer se čaj servira vruć.
Turska je 2004. godine proizvela 205.500 tona čaja (6,4% ukupne svjetske proizvodnje), što je napravilo jedno od najvećih tržišta čaja u svijetu, sa 120.000 tona koje su ostale za domaću upotrebu, a ostatak je izvezen. Iste godine, Turska je imala najveću potrošnju čaja po 
stanovniku u svijetu, od 2,5 kg po osobi - prestižući Ujedinjeno Kraljevstvo (koje je imalo 2,1 kg/osobi). Čaj se uglavnom uzgaja u provinciji Rize na obali Crnog mora.

## Pozadina
Čaj je bitan dio turske kulture i to je najčešće konzumirano toplo piće, uprkos dugoj historiji konzumiranja kafe. Serviranje čaja gostima je vid ljubaznosti u Turskoj. Čaj se obično pravi u domaćinstvima, restoranima i najčešće u tzv. kıraathane-ma, koje su mjesta za društvena okupljanja turskih muškaraca. Uprkos popularnosti, čaj je postao na široko konzumirano piće po izboru u Turskoj, samo u 20. vijeku. U početku su ljudi ohrabrivani da kao alternativu kahvi koriste čaj, koja je postala skupa u doba i nakon Prvog svjetskog rata. Nakon gubitka jugoistočnih teritorija poslije pada Osmanlijskog carstva, kahva je postala skupa za uvoz. Pod urgiranjem osnivača republike, Ataturka, narod Turske se okrenuo čaju zbog dostupnosti domaćih resursa.

## Turski biljni čajevi
U Turskoj, biljni čajevi se ne smatraju pravim čajevima, ali se koriste kao biljni lijek. Posebno su popularni među turistima; od jabuke (tur. elma çayı), šipurka (kuşburnu çayı), i limunom (ıhlamur çayı), kao najpopularnijim okusima. Čaj mudraca (tur. ada çayı - bukvalno "čaj sa ostrva") je najpopularniji na mediteranskoj obali. U Turskoj, biljni čajevi se mogu naći u lokalnim prodavnicama. Osušeno lišće biljke i ostali sastojci se prodaju u skladu sa zahtjevima i ukusom kupaca.

## Spoljašnje veze
- Youtube: Kultura turskog čaja - Katharine Branning (video počinje na turskom, ostatak je na engleskom jeziku)